# Thác H'Ly
Thác H'Ly nằm trên suối ea H'Ly trong vùng đất Buôn Kit xã Sông Hinh huyện Sông Hinh tỉnh Phú Yên, Việt Nam.
Thác H’Ly hiện còn có khung cảnh hoang sơ, hùng vĩ. Thác cao khoảng 20 m, mặt thác rộng gần 30 m. Nước từ những tảng đá đổ xuống tung bọt trắng xóa trước khi đổ tiếp về xuôi.
Thác nằm sát Quốc lộ 19C, trước đây gọi là Đường tỉnh 649. Từ thị trấn Hai Riêng huyện Sông Hinh du khách có thể tiếp cận thác bằng mọi phương tiện như xe máy, ô tô đi theo Quốc lộ 19C dài khoảng 15 km.
Thác H’Ly cũng được gắn cho một thiên tình sử diễm lệ của đôi trai gái yêu nhau mà không bao giờ được gần nhau.

## Suối Ea H'Ly
Ea H'Ly là dòng suối bắt nguồn từ các suối nhỏ ở sườn đông dải núi nằm ở tây nam huyện Sông Hinh. Tại đây có các đỉnh Hòn Cồ 696 m 12°50′59″B 108°53′17″Đ / 12,849722°B 108,888056°Đ, Hòn Que 654 m và Chư M'Kuy 848 m 12°49′07″B 108°53′07″Đ / 12,818716°B 108,885223°Đ.
Suối chảy hướng gần theo hướng đông, đến Buôn Kit thì đổi hướng đông bắc, và sang xã Ea Trol đổ vào sông Hinh trong hệ thống sông Ba. Vùng cửa suối Ea H'Ly nay là hồ của Thủy điện Sông Hinh 12°52′05″B 108°57′02″Đ / 12,867955°B 108,950477°Đ.